# Та Мок
Та Мок ( кхмер. តាម៉ុក - «Дідусь Мок», це був псевдонім Чхіт Чоеуна ; 1926 - 21 липня 2006 ) - один з керівників Червоних кхмерів . "Брат номер чотири".

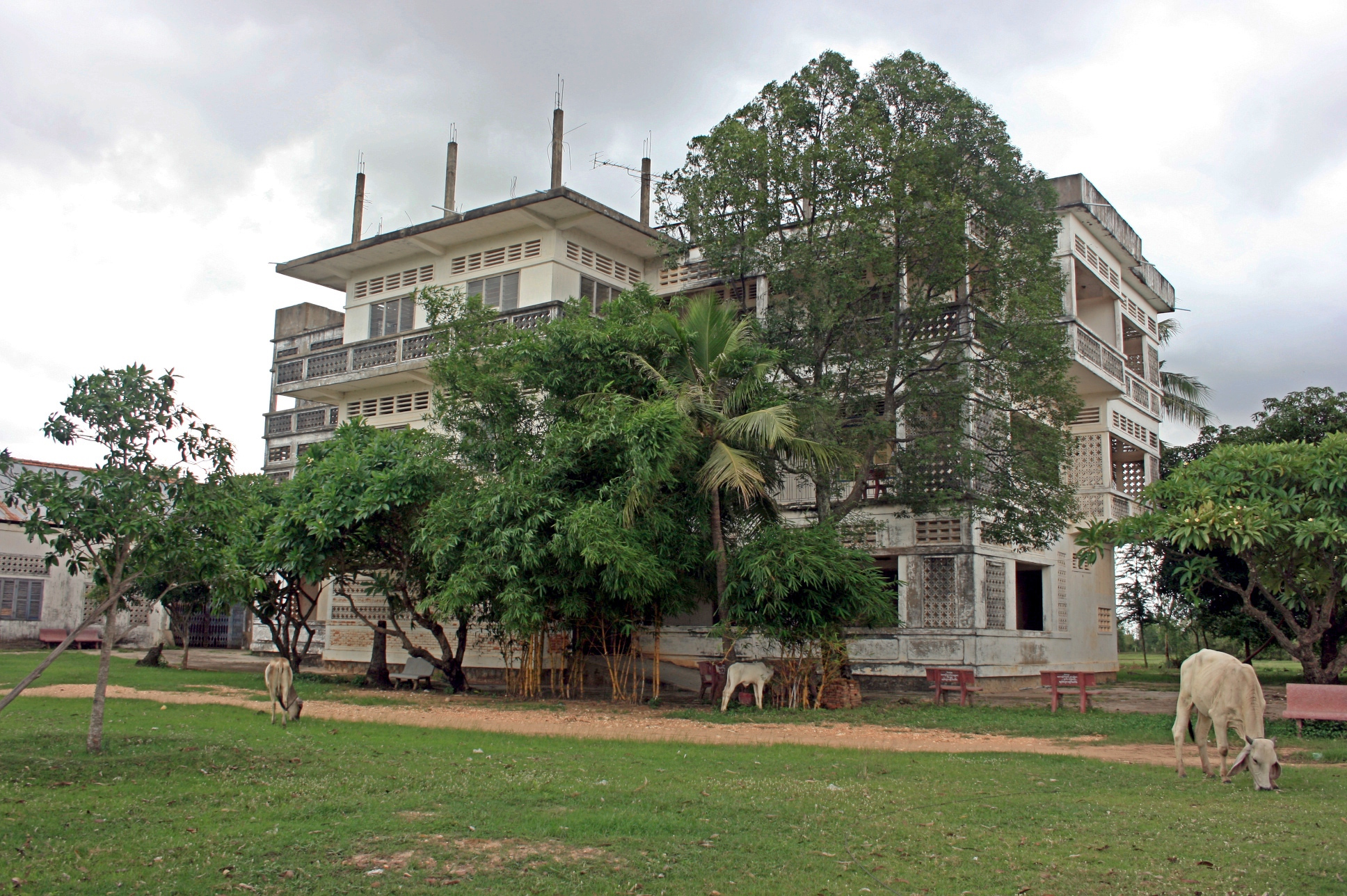
Дім Та Мока

## Біографія
Народився в заможній родині китайсько-кхмерського походження, в провінції Такео . Був буддистським ченцем, але залишив чернецтво, коли йому було 16 років. Та Мок був учасником опору проти французького колоніального правління і потім антияпонського опору, що розгорнувся в 1940-х роках. Навчався буддистської філософії в Палі, але пізніше, в 1964 році він приєднався до антифранцузького кхмерського руху «Іссарак». Через деякий час він виїхав з Пномпеня і приєднався до Червоних кхмерів.

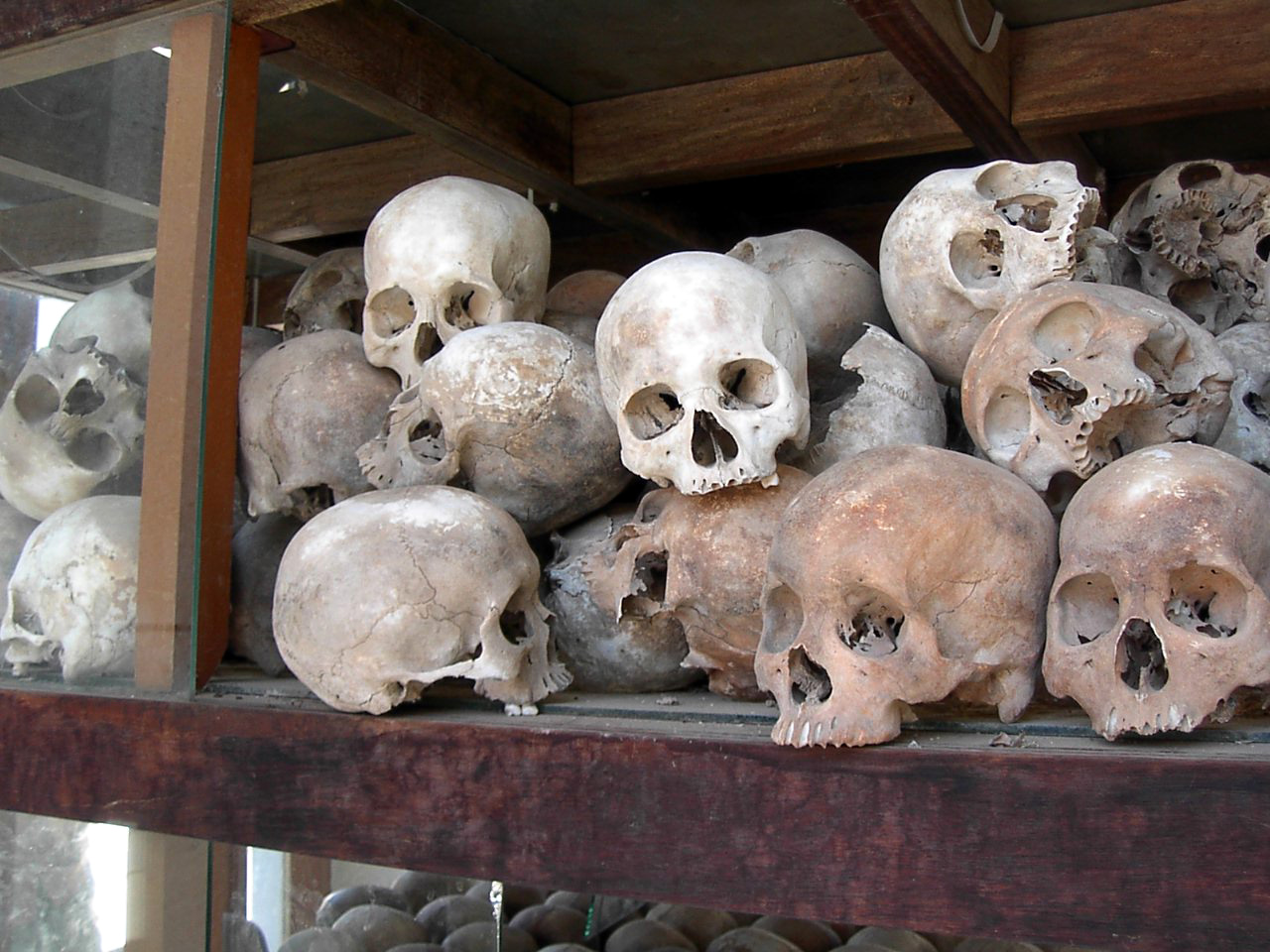
Черепа жертв терору червоних кхмерів

До кінця 1960-х він був генералом та начальником штабу групи . Він був членом Постійної комісії Центрального комітету Червоних кхмерів (Партійний центр). Став дуже сильним у межах країни, особливо у південно-західному районі. Був правою рукою Пол Пота, вважався лідером національної армії Демократичної Кампучії. Приблизно в 1970 році він втрачає на війні ступню та гомілку.
Саме Ta Мок був організатором геноциду кхмерів, який він розпочав ще 1973 року в його зоні управління, після затвердження влади Червоними кхмерами 17 квітня 1975 року — репресії почалися повсюдно. Він влаштував масові чистки, які охарактеризували недовгу історію Демократичної Кампучії (1975-1979). Серед товаришів він отримав прізвисько "М'ясник".
На початку 1990-х років. досяг широкого впливу в середовищі «червоних кхмерів», які контролювали частину території Камбоджі. У 1997 р. в результаті організованої ним інтриги був страчений його давній суперник Сон Сен разом з усіма родичами, після чого Та Мок скористався невдоволенням, що виникло серед червоних кхмерів, і помістив під домашній арешт Пол Пота, який незабаром помер за загадкових обставин.
Здався владі Камбоджі та помер у 2006 році у в'язниці в очікуванні судового процесу.